# Bahnstrecke Souillac–Viescamp-sous-Jallès
| Zum Haltepunkt degradierte Station Puybrun, Februar 2013 |                      | |                                                                      |
| Streckennummer (SNCF): | 719 000              | |                                                                      |
| Kursbuchstrecke (SNCF): | 141, 142 (1958)      | |                                                                      |
| Streckenlänge: | 79,2 km              | |                                                                      |
| Spurweite: | 1435 mm (Normalspur) | |                                                                      |
| Maximale Neigung: | 20 ‰                 | |                                                                      |
| Minimaler Radius: | 150 m                | |                                                                      |
| |                      | |                                                                      |
| \| \| \| Bahnstrecke Les Aubrais-Orléans–Montauban-Ville-Bourbon von Montauban-Ville-Bourbon \| \| \| \| \| \| \| \| \| 542,3 \| Bahnstrecke Siorac-en-Périgord–Cazoulès v. Siorac-en-Périgord \| Bahnstrecke Siorac-en-Périgord–Cazoulès v. Siorac-en-Périgord \| \| \| 541,8 \| Cazoulès \| 101 m \| \| \| 540,4 \| Tunnel du Pas-de-Raysse (280 m) \| Tunnel du Pas-de-Raysse (280 m) \| \| \| 538,5 \| Viaduc des Marjaudes (225 m) \| Viaduc des Marjaudes (225 m) \| \| \| 537,8 \| Viaduc de Présignac (150 m) \| Viaduc de Présignac (150 m) \| \| \| 537,0618,1 \| Souillac \| 126 m \| \| \| 618,6 \| Viaduc de la Borrèze (570 m) \| Viaduc de la Borrèze (570 m) \| \| \| \| Borrèze \| \| \| \| \| \| \| \| \| 618,9 \| Bahnstrecke Les Aubrais-Orléans–Montauban-Ville-Bourbon nach Aubrais \| Bahnstrecke Les Aubrais-Orléans–Montauban-Ville-Bourbon nach Aubrais \| \| \| \| \| \| \| \| 619,1 \| Beginn Deklassierung \| Beginn Deklassierung \| \| \| ~619,5 \| D 820 (ehem. N 20) \| D 820 (ehem. N 20) \| \| \| 620,6 \| Viaduc de Bramefond (322 m) und D 803 (ehem. N 703) \| Viaduc de Bramefond (322 m) und D 803 (ehem. N 703) \| \| \| 621,0 \| Trassierung A 20 (Viaduc de Blazy) \| Trassierung A 20 (Viaduc de Blazy) \| \| \| 622,7 \| Tunnel du Pigeon (554 m) \| Tunnel du Pigeon (554 m) \| \| \| ~623,7 \| D 803 (ehem. N 703) \| D 803 (ehem. N 703) \| \| \| 624,2 \| Le Pigeon \| 222 m \| \| \| 626,1 \| Baladou \| 234 m \| \| \| 630,7 \| Martel \| Martel \| \| \| ~631,4 \| D 840 (ehem. N 681) \| D 840 (ehem. N 681) \| \| \| 631,8 \| Tunnel de Meyrangle (270 m) \| Tunnel de Meyrangle (270 m) \| \| \| 633,1 \| Tunnel de Mirandol (402 m) \| Tunnel de Mirandol (402 m) \| \| \| 633,8 \| Tunnel du Roc-Blanc (41 m) \| Tunnel du Roc-Blanc (41 m) \| \| \| 633,9 \| Tunnel de Peinture (72 m) \| Tunnel de Peinture (72 m) \| \| \| 634,4 \| Tunnel des Courtils (117 m) \| Tunnel des Courtils (117 m) \| \| \| 6350, \| Viaduc des Courtils (105 m) \| Viaduc des Courtils (105 m) \| \| \| 636,6 \| Ende Deklassierung \| Ende Deklassierung \| \| \| \| Bahnstrecke Brive-la-Gaillarde–Toulouse-Matabiau v. Toulouse \| \| \| \| \| \| \| \| \| 637,2 \| Saint-Denis-près-Martel u. D 803 (ehem. N 703) und Bahnstrecke Brive-la-Gaillarde–Toulouse-Matabiau \| 120 m \| \| \| \| \| \| \| \| \| von/nach Brive \| \| \| \| \| Tourmente (11 m) \| \| \| \| 641,5 \| Vayrac \| 122 m \| \| \| 644,0 \| Bétaille \| 123 m \| \| \| ~645,1 \| D 803 (ehem. N 703) \| D 803 (ehem. N 703) \| \| \| ~647,3 \| Département Lot/Corrèze \| Département Lot/Corrèze \| \| \| ~647,8 \| Département Corrèze/Lot \| Département Corrèze/Lot \| \| \| 648,5 \| Puybrun \| 147 m \| \| \| 650,0 \| Dordogne (Viaduc de Puybrun, 123 m) \| Dordogne (Viaduc de Puybrun, 123 m) \| \| \| \| Bahnstrecke Bretenoux-Biars–Saint-Céré (TQE) von St-Céré \| \| \| \| 653,5 \| Bretenoux-Biars \| 141 m \| \| \| ~653,7 \| D 940 (ehem. N 703) \| D 940 (ehem. N 703) \| \| \| 656,8 \| Tunnel de Port-de-Gagnac (81 m) \| Tunnel de Port-de-Gagnac (81 m) \| \| \| 657,6 \| Port-de-Gagnac \| 150 m \| \| \| 659,7 \| Tunnel du Rocher-Coulomb (85 m) \| Tunnel du Rocher-Coulomb (85 m) \| \| \| 663,2 \| Laval-de-Cère \| 171 m \| \| \| ~663,9 \| Département Lot/Corrèze \| Département Lot/Corrèze \| \| \| 668,7 \| Tunnel du Roc-de-Bastit (113 m) \| Tunnel du Roc-de-Bastit (113 m) \| \| \| 669,2 \| Tunnel de Camps (237 m) \| Tunnel de Camps (237 m) \| \| \| 670,2 \| Tunnel de Roquelade (48 m) \| Tunnel de Roquelade (48 m) \| \| \| 670,4 \| Tunnel des Ajustants (119 m) \| Tunnel des Ajustants (119 m) \| \| \| 671,3 \| Cère (35 m); Département Corrèze/Lot \| Cère (35 m); Département Corrèze/Lot \| \| \| 671,4 \| Tunnel de Vieyre (184 m) \| Tunnel de Vieyre (184 m) \| \| \| 671,9 \| Tunnel de Lamativie (253 m) \| Tunnel de Lamativie (253 m) \| \| \| 672,3 \| Lamativie \| 291 m \| \| \| 672,9 \| Tunnel de Laplade (94 m) \| Tunnel de Laplade (94 m) \| \| \| 673,2 \| Tunnel du Cambou (474 m) \| Tunnel du Cambou (474 m) \| \| \| \| Neutrassierung 1963 \| \| \| \| 674,4 \| Viaduc de la Verrerie (240 m), \| Viaduc de la Verrerie (240 m), \| \| \| \| ehem. Tunnel de la Verrerie (165 m) \| \| \| \| 674,7 \| Tunnel de Cournil (324 m) \| Tunnel de Cournil (324 m) \| \| \| ~675,5 \| Fouillet (35 m); Département Lot/Cantal \| Fouillet (35 m); Département Lot/Cantal \| \| \| 676,0 \| Tunnel du Roc-des-Courpoux (138 m) \| Tunnel du Roc-des-Courpoux (138 m) \| \| \| 677,5 \| Tunnel de Thiel (135 m) \| Tunnel de Thiel (135 m) \| \| \| 678,0 \| Tunnel du Roc-des-Corbeaux (172 m) \| Tunnel du Roc-des-Corbeaux (172 m) \| \| \| 678,6 \| Tunnel de Lacoste (100 m) \| Tunnel de Lacoste (100 m) \| \| \| 679,3 \| Tunnel du Roc-de-l’Aigle (268 m) \| Tunnel du Roc-de-l’Aigle (268 m) \| \| \| 680,2 \| Tunnel de Bousquen (355 m) \| Tunnel de Bousquen (355 m) \| \| \| 680,8 \| Tunnel de Sern (329 m) \| Tunnel de Sern (329 m) \| \| \| 681,3 \| Siran \| 391 m \| \| \| 681,8 \| Tunnel de Lasbrairies (244 m) \| Tunnel de Lasbrairies (244 m) \| \| \| 682,3 \| Tunnel de Bois-de-Carlat (103 m) \| Tunnel de Bois-de-Carlat (103 m) \| \| \| 683,2 \| Tunnel de Lasbordes (573 m) \| Tunnel de Lasbordes (573 m) \| \| \| 684,0 \| Tunnel d’Aulhac (478 m) \| Tunnel d’Aulhac (478 m) \| \| \| 684,7 \| Tunnel de Labro (195 m) \| Tunnel de Labro (195 m) \| \| \| 685,1 \| Tunnel de Salvanhac (68 m) \| Tunnel de Salvanhac (68 m) \| \| \| ~688,2 \| D 653 (ehem. N 653) \| D 653 (ehem. N 653) \| \| \| 688,3 \| Laroquebrou \| 454 m \| \| \| 689,3 \| Cère (96 m) \| Cère (96 m) \| \| \| 690,5 \| Tunnel de Puech-Miseri (196 m) \| Tunnel de Puech-Miseri (196 m) \| \| \| 691,1 \| Auze (82 m) \| Auze (82 m) \| \| \| 693,2 \| Bahnstrecke Bourges–Miécaze von Bourges \| Bahnstrecke Bourges–Miécaze von Bourges \| \| \| 693,4 \| Miécaze \| 534 m \| \| \| 697,8 \| Authre (80 m) \| Authre (80 m) \| \| \| \| Bahnstrecke Figeac–Arvant von Figeac \| \| \| \| 298,6 \| Viescamp-sous-Jallès \| 568 m \| \| \| \| Bahnstrecke Figeac–Arvant über Aurillac nach Arvant \| \| |                      | |                                                                      |
| |                      | Bahnstrecke Les Aubrais-Orléans–Montauban-Ville-Bourbon von Montauban-Ville-Bourbon                 |                                                                      |
| |                      | |                                                                      |
| Abzweig geradeaus und ehemals von links | 542,3                | Bahnstrecke Siorac-en-Périgord–Cazoulès v. Siorac-en-Périgord                                       | Bahnstrecke Siorac-en-Périgord–Cazoulès v. Siorac-en-Périgord        |
| ehemaliger Bahnhof | 541,8                | Cazoulès                                                                                            | 101 m                                                                |
| Tunnel | 540,4                | Tunnel du Pas-de-Raysse (280 m)                                                                     | Tunnel du Pas-de-Raysse (280 m)                                      |
| Brücke | 538,5                | Viaduc des Marjaudes (225 m)                                                                        | Viaduc des Marjaudes (225 m)                                         |
| Brücke | 537,8                | Viaduc de Présignac (150 m)                                                                         | Viaduc de Présignac (150 m)                                          |
| Bahnhof | 537,0618,1           | Souillac                                                                                            | 126 m                                                                |
| Strecke Anfang Hochstrecke | 618,6                | Viaduc de la Borrèze (570 m)                                                                        | Viaduc de la Borrèze (570 m)                                         |
| Strecke unter Wasserlauf Ende Hochstrecke |                      | Borrèze                                                                                             | Borrèze                                                              |
| |                      | |                                                                      |
| Abzweig geradeaus und nach links | 618,9                | Bahnstrecke Les Aubrais-Orléans–Montauban-Ville-Bourbon nach Aubrais                                | Bahnstrecke Les Aubrais-Orléans–Montauban-Ville-Bourbon nach Aubrais |
| |                      | |                                                                      |
| | 619,1                | Beginn Deklassierung                                                                                | Beginn Deklassierung                                                 |
| Brücke (Strecke außer Betrieb) | ~619,5               | D 820 (ehem. N 20)                                                                                  | D 820 (ehem. N 20)                                                   |
| Brücke (Strecke außer Betrieb) | 620,6                | Viaduc de Bramefond (322 m) und D 803 (ehem. N 703)                                                 | Viaduc de Bramefond (322 m) und D 803 (ehem. N 703)                  |
| | 621,0                | Trassierung A 20 (Viaduc de Blazy)                                                                  | Trassierung A 20 (Viaduc de Blazy)                                   |
| Tunnel (Strecke außer Betrieb) | 622,7                | Tunnel du Pigeon (554 m)                                                                            | Tunnel du Pigeon (554 m)                                             |
| Bahnübergang (Strecke außer Betrieb) | ~623,7               | D 803 (ehem. N 703)                                                                                 | D 803 (ehem. N 703)                                                  |
| Bahnhof (Strecke außer Betrieb) | 624,2                | Le Pigeon                                                                                           | 222 m                                                                |
| Haltepunkt / Haltestelle (Strecke außer Betrieb) | 626,1                | Baladou                                                                                             | 234 m                                                                |
| Bahnhof (Strecke außer Betrieb) | 630,7                | Martel                                                                                              | Martel                                                               |
| Bahnübergang (Strecke außer Betrieb) | ~631,4               | D 840 (ehem. N 681)                                                                                 | D 840 (ehem. N 681)                                                  |
| Tunnel (Strecke außer Betrieb) | 631,8                | Tunnel de Meyrangle (270 m)                                                                         | Tunnel de Meyrangle (270 m)                                          |
| Tunnel (Strecke außer Betrieb) | 633,1                | Tunnel de Mirandol (402 m)                                                                          | Tunnel de Mirandol (402 m)                                           |
| Tunnel (Strecke außer Betrieb) | 633,8                | Tunnel du Roc-Blanc (41 m)                                                                          | Tunnel du Roc-Blanc (41 m)                                           |
| Tunnel (Strecke außer Betrieb) | 633,9                | Tunnel de Peinture (72 m)                                                                           | Tunnel de Peinture (72 m)                                            |
| Tunnel (Strecke außer Betrieb) | 634,4                | Tunnel des Courtils (117 m)                                                                         | Tunnel des Courtils (117 m)                                          |
| Brücke (Strecke außer Betrieb) | 6350,                | Viaduc des Courtils (105 m)                                                                         | Viaduc des Courtils (105 m)                                          |
| | 636,6                | Ende Deklassierung                                                                                  | Ende Deklassierung                                                   |
| Strecke quer · Abzweig von links und von rechts · Strecke nach rechts |                      | Bahnstrecke Brive-la-Gaillarde–Toulouse-Matabiau v. Toulouse                                        | Bahnstrecke Brive-la-Gaillarde–Toulouse-Matabiau v. Toulouse         |
| |                      | |                                                                      |
| Abzweig nach links und von links · Bahnhof quer | 637,2                | Saint-Denis-près-Martel u. D 803 (ehem. N 703) und Bahnstrecke Brive-la-Gaillarde–Toulouse-Matabiau | 120 m                                                                |
| |                      | |                                                                      |
| Strecke nach links · Strecke von rechts |                      | von/nach Brive                                                                                      | von/nach Brive                                                       |
| Brücke über Wasserlauf |                      | Tourmente (11 m)                                                                                    | Tourmente (11 m)                                                     |
| ehemaliger Bahnhof | 641,5                | Vayrac                                                                                              | 122 m                                                                |
| ehemaliger Bahnhof | 644,0                | Bétaille                                                                                            | 123 m                                                                |
| Bahnübergang | ~645,1               | D 803 (ehem. N 703)                                                                                 | D 803 (ehem. N 703)                                                  |
| Grenze | ~647,3               | Département Lot/Corrèze                                                                             | Département Lot/Corrèze                                              |
| Grenze | ~647,8               | Département Corrèze/Lot                                                                             | Département Corrèze/Lot                                              |
| Haltepunkt / Haltestelle, ehemals Bahnhof | 648,5                | Puybrun                                                                                             | 147 m                                                                |
| Brücke über Wasserlauf | 650,0                | Dordogne (Viaduc de Puybrun, 123 m)                                                                 | Dordogne (Viaduc de Puybrun, 123 m)                                  |
| U-Bahn-Strecke von rechts (außer Betrieb) · Strecke |                      | Bahnstrecke Bretenoux-Biars–Saint-Céré (TQE) von St-Céré                                            | Bahnstrecke Bretenoux-Biars–Saint-Céré (TQE) von St-Céré             |
| U-Bahn-Kopfbahnhof Streckenende · Bahnhof | 653,5                | Bretenoux-Biars                                                                                     | 141 m                                                                |
| Bahnübergang | ~653,7               | D 940 (ehem. N 703)                                                                                 | D 940 (ehem. N 703)                                                  |
| Tunnel | 656,8                | Tunnel de Port-de-Gagnac (81 m)                                                                     | Tunnel de Port-de-Gagnac (81 m)                                      |
| ehemaliger Bahnhof | 657,6                | Port-de-Gagnac                                                                                      | 150 m                                                                |
| Tunnel | 659,7                | Tunnel du Rocher-Coulomb (85 m)                                                                     | Tunnel du Rocher-Coulomb (85 m)                                      |
| Haltepunkt / Haltestelle, ehemals Bahnhof | 663,2                | Laval-de-Cère                                                                                       | 171 m                                                                |
| Grenze | ~663,9               | Département Lot/Corrèze                                                                             | Département Lot/Corrèze                                              |
| Tunnel | 668,7                | Tunnel du Roc-de-Bastit (113 m)                                                                     | Tunnel du Roc-de-Bastit (113 m)                                      |
| Tunnel | 669,2                | Tunnel de Camps (237 m)                                                                             | Tunnel de Camps (237 m)                                              |
| Tunnel | 670,2                | Tunnel de Roquelade (48 m)                                                                          | Tunnel de Roquelade (48 m)                                           |
| Tunnel | 670,4                | Tunnel des Ajustants (119 m)                                                                        | Tunnel des Ajustants (119 m)                                         |
| Grenze auf Brücke über Wasserlauf | 671,3                | Cère (35 m); Département Corrèze/Lot                                                                | Cère (35 m); Département Corrèze/Lot                                 |
| Tunnel | 671,4                | Tunnel de Vieyre (184 m)                                                                            | Tunnel de Vieyre (184 m)                                             |
| Tunnel | 671,9                | Tunnel de Lamativie (253 m)                                                                         | Tunnel de Lamativie (253 m)                                          |
| ehemaliger Bahnhof | 672,3                | Lamativie                                                                                           | 291 m                                                                |
| Tunnel | 672,9                | Tunnel de Laplade (94 m)                                                                            | Tunnel de Laplade (94 m)                                             |
| Tunnel | 673,2                | Tunnel du Cambou (474 m)                                                                            | Tunnel du Cambou (474 m)                                             |
| Verschwenkung von links (Strecke außer Betrieb) · Verschwenkung von rechts |                      | Neutrassierung 1963                                                                                 | Neutrassierung 1963                                                  |
| Tunnel (Strecke außer Betrieb) · Brücke | 674,4                | Viaduc de la Verrerie (240 m),                                                                      | Viaduc de la Verrerie (240 m),                                       |
| Verschwenkung nach links (Strecke außer Betrieb) · Verschwenkung nach rechts |                      | ehem. Tunnel de la Verrerie (165 m)                                                                 | ehem. Tunnel de la Verrerie (165 m)                                  |
| Tunnel | 674,7                | Tunnel de Cournil (324 m)                                                                           | Tunnel de Cournil (324 m)                                            |
| Grenze auf Brücke über Wasserlauf | ~675,5               | Fouillet (35 m); Département Lot/Cantal                                                             | Fouillet (35 m); Département Lot/Cantal                              |
| Tunnel | 676,0                | Tunnel du Roc-des-Courpoux (138 m)                                                                  | Tunnel du Roc-des-Courpoux (138 m)                                   |
| Tunnel | 677,5                | Tunnel de Thiel (135 m)                                                                             | Tunnel de Thiel (135 m)                                              |
| Tunnel | 678,0                | Tunnel du Roc-des-Corbeaux (172 m)                                                                  | Tunnel du Roc-des-Corbeaux (172 m)                                   |
| Tunnel | 678,6                | Tunnel de Lacoste (100 m)                                                                           | Tunnel de Lacoste (100 m)                                            |
| Tunnel | 679,3                | Tunnel du Roc-de-l’Aigle (268 m)                                                                    | Tunnel du Roc-de-l’Aigle (268 m)                                     |
| Tunnel | 680,2                | Tunnel de Bousquen (355 m)                                                                          | Tunnel de Bousquen (355 m)                                           |
| Tunnel | 680,8                | Tunnel de Sern (329 m)                                                                              | Tunnel de Sern (329 m)                                               |
| ehemaliger Bahnhof | 681,3                | Siran                                                                                               | 391 m                                                                |
| Tunnel | 681,8                | Tunnel de Lasbrairies (244 m)                                                                       | Tunnel de Lasbrairies (244 m)                                        |
| Tunnel | 682,3                | Tunnel de Bois-de-Carlat (103 m)                                                                    | Tunnel de Bois-de-Carlat (103 m)                                     |
| Tunnel | 683,2                | Tunnel de Lasbordes (573 m)                                                                         | Tunnel de Lasbordes (573 m)                                          |
| Tunnel | 684,0                | Tunnel d’Aulhac (478 m)                                                                             | Tunnel d’Aulhac (478 m)                                              |
| Tunnel | 684,7                | Tunnel de Labro (195 m)                                                                             | Tunnel de Labro (195 m)                                              |
| Tunnel | 685,1                | Tunnel de Salvanhac (68 m)                                                                          | Tunnel de Salvanhac (68 m)                                           |
| Bahnübergang | ~688,2               | D 653 (ehem. N 653)                                                                                 | D 653 (ehem. N 653)                                                  |
| Bahnhof | 688,3                | Laroquebrou                                                                                         | 454 m                                                                |
| Brücke über Wasserlauf | 689,3                | Cère (96 m)                                                                                         | Cère (96 m)                                                          |
| Tunnel | 690,5                | Tunnel de Puech-Miseri (196 m)                                                                      | Tunnel de Puech-Miseri (196 m)                                       |
| Brücke über Wasserlauf | 691,1                | Auze (82 m)                                                                                         | Auze (82 m)                                                          |
| Abzweig geradeaus und von links | 693,2                | Bahnstrecke Bourges–Miécaze von Bourges                                                             | Bahnstrecke Bourges–Miécaze von Bourges                              |
| Bahnhof | 693,4                | Miécaze                                                                                             | 534 m                                                                |
| Brücke über Wasserlauf | 697,8                | Authre (80 m)                                                                                       | Authre (80 m)                                                        |
| Abzweig geradeaus und von rechts |                      | Bahnstrecke Figeac–Arvant von Figeac                                                                | Bahnstrecke Figeac–Arvant von Figeac                                 |
| ehemaliger Bahnhof | 298,6                | Viescamp-sous-Jallès                                                                                | 568 m                                                                |
| |                      | Bahnstrecke Figeac–Arvant über Aurillac nach Arvant                                                 |                                                                      |

Die Bahnstrecke Souillac–Viescamp-sous-Jallès ist eine eingleisige, nicht elektrifizierte Eisenbahnstrecke in Zentral-Frankreich. Sie verbindet in West-Ost-Richtung die Nord-Süd-gerichtete Bahnstrecke Les Aubrais-Orléans–Montauban-Ville-Bourbon mit der von Südwest nach Nordost führenden Bahnstrecke Figeac–Arvant. Heute ist nur noch der östliche Abschnitt zwischen Saint-Denis und Viescamp-sous-Jallès in Betrieb. Der mittlere Abschnitt führt durch das Tal der Cère, das noch heute sehr ursprünglich und unwegsam ist und entsprechend viele Kunstbauwerke benötigt. Zudem ist im Streckenverlauf mit bis zu 20 ‰ ein großer Höhenunterschied zu überwinden. Die Cère ist zugleich auch die Grenze zwischen den beiden Regionen Okzitanien und Auvergne-Rhône-Alpes. Zudem verläuft die Strecke nicht nördlich des 45. Breitengrades, gehört also per Definition zu Südfrankreich.

## Geschichte
Bauherrin der Strecke war die Compagnie du chemin de fer de Paris à Orléans (P.O.), beauftragter Chefingenieur Joseph Lanteirès, der auch den Abschnitt Cahors–Capdenac der Bahnstrecke Brive-la-Gaillarde–Toulouse-Matabiau und den Abschnitt Montauban–Brive der Bahnstrecke Les Aubrais-Orléans–Montauban-Ville-Bourbon geplant und gebaut hat. 32 Tunnel und von mindestens 68 Meter und 8 Viadukte von mindestens 35 Meter waren zu errichten (s. Tabelle). Die Gesamtlänge aller Tunnel betrug mehr als 7,5 km, die der mindestens 35 Meter langen Viadukte fast 1000 Meter.

### Abschnitt Souillac–Saint-Denis-près-Martel
| Meter   | Tunnel | Viadukte |
| ------- | ------ | -------- |
| bis 50  | 2      | 3        |
| bis 100 | 6      |          |
| bis 150 | 7      | 3        |
| bis 200 | 4      |          |
| bis 250 | 2      | 1        |
| bis 300 | 3      |          |
| bis 350 | 1      | 1        |
| bis 400 | 1      |          |
| bis 450 | 1      |          |
| bis 500 | 3      |          |
| bis 550 | 2      |          |
| Anzahl  | 32     | 8        |

Diese Bahnstrecke benötigte über 20 Jahre, um vom ersten Konzessionsantrag bis zur Eröffnung fertiggestellt zu werden. Der älteste Teil Souillac–Saint-Denis-près-Martel, der ganz im Westen liegt, wurde am 16. Juni 1889 für den Verkehr freigegeben und drei Wochen vor seinem 100-jährigem Bestehen am 11. Mai 1989 wieder geschlossen.
Die Baubewilligung für das Projekt lag 1880 vor. Die Arbeiten wurden im Sommer 1883 vergeben. Fast genau sechs Jahre später, am 16. Juni 1889 begann der Bahnbetrieb. 1917 wurden die Schienen als Materialspende zur Eisenproduktion der Strecke entnommen, ein Jahr später durch Schienen aus amerikanischer Produktion ersetzt. Diese sollen noch immer verbaut sein. Auf dem westlichen Abschnitt fuhr am 31. Mai 1980 der letzte Personenzug. Die Strecke wurde am 28. Mai 1989 offiziell für den gesamten Verkehr gesperrt. Zusätzlich zerschneidet seit der Errichtung der Autoroute A 20 diese die ehemalige Trasse so, dass eine Wiederherstellung des Linienweges verunmöglicht wird. Ein Abkommen würde den Autobahnbetreiber jedoch verpflichten, die Kontinuität der Strecke durch den Bau einer Brücke wiederherzustellen, falls die Entscheidung zur Wiedereröffnung der Strecke getroffen wird.
Während westlich von Cazoulès bis Sarlat nach der Streckenschließung sämtliches Gleismaterial abgetragen wurde, schaffte es der örtlicher Verein Chemin de fer touristique du Haut Quercy, der für den Erhalt dieses Schienenweges kämpft, die Totalräumung zu verhindern. In der Folge etablierte sich dieser zum Jahresbeginn 1992 gegründete Verein und kann seitdem auf einem knapp 5 km langen Abschnitt Martel–Viaduc des Courtils des stillgelegten Streckenabschnitts zwischen Souillac und St. Denis seit 2006 Touristikfahrten mit historischen Fahrzeugen durchführen.

### Abschnitt Saint-Denis-près-Martel–Viescamp-sous-Jallès
Die Eröffnung für diesen Abschnitt fand am 11. Mai 1891 statt, nachdem im Sommer 1868 das Konzessionsgesuch erstellt worden war und die Arbeiten 1883 begonnen hatten.
Auch die Zukunft dieses Streckenabschnittes mit einer auffällig geringen Bahnhofsdichte ist sehr unsicher. Im Herbst 2016 berichtete die Zeitung Le Dauphiné libéré, es gäbe Planungen für eine vollständige Einstellung sämtlichen Verkehrs auf dieser Strecke ab 2021. Politiker aller im Regionalparlament Hautes-Alpes vertretener Parteien wandten sich gegen dieses Vorhaben. Im Fahrplan 2020 verkehren vier Zugpaare, die jeweils die durchgehend zwischen Brive-la-Gaillarde und Aurillac pendeln.